# Albert Anderson
Albert Anderson (Christchurch, 5 de febrero de 1961) es un agricultor y exrugbista neozelandés que se desempeñaba como segunda línea. Fue internacional con los All Blacks en los años 1980 y se consagró campeón del mundo en Nueva Zelanda 1987.

## Biografía
Creció en Southbridge, un pueblo cerca de Christchurch, donde jugó en el equipo del pueblo hasta su retiro y en 1981 comenzó a representar a Canterbury. A nivel provincial fue entrenado por Alex Wyllie y ganaron el National Provincial Championship en 1983.
Representó a la Isla Sur en 1983 (derrota 22–9) para el duelo contra la Norte. Fue un testimonial, representando a su país, para la Copa Mundial de 1987.
En 1990 tuvo que retirarse debido a una lesión en la rodilla, se dedicó a su actividad agrícola y reemplazó al rugby por el ciclismo. Su hija Stacey también es rugbista y juega para Canterbury.

## Selección nacional
En 1980 y 1981 representó a los Baby Blacks y en 1982 fue convocado a los All Blacks XV.

### All Blacks
Bryce Rope lo seleccionó a los All Blacks para la gira europea de 1983 y debutó contra el XV del Cardo. Fue utilizado irregularmente por Brian Lochore, ya que disputaba un puesto con Andy Haden, Murray Pierce y Gary Whetton.
También se involucró en la triste polémica rugby y apartheid, cuando aceptó la oferta de Ian Kirkpatrick y se unió a los New Zealand Cavaliers entrenados por Colin Meads. El seleccionado kiwi, no validado por New Zealand Rugby públicamente, enfrentó a los poderosos Springboks en tierra africana y al regreso fue suspendido por dos pruebas.
En total jugó seis pruebas y no marcó puntos. Además, jugó 19 partidos de entrenamiento (enfrentamientos contra provincias, combinados y clubes) y fue capitán en cuatro de estos durante una gira por Australia en 1988.

### Participaciones en Copas del Mundo
Lochore lo seleccionó para Nueva Zelanda 1987, donde solo jugó toda la prueba contra Fiyi por la fase de grupos, ya que fue llevado como suplente de los titulares Pierce y Whetton.
| Mundial                       | Sede          | Resultado | PJ | Tries |
| ----------------------------- | ------------- | --------- | -- | ----- |
| Copa Mundial de Rugby de 1987 | Nueva Zelanda | Campeón   | 1  | 0     |

## Palmarés
- Campeón de la Copa Bledisloe de 1984.
- Campeón del South Pacific Championship de 1986.
- Campeón del National Provincial Championship de 1983.